# Usina de Energia Eólica Coxilha Negra
A UEE Coxilha Negra é uma usina de energia eólica que será implantada na cidade de Santana do Livramento, no Rio Grande do Sul, próximo à divisa com o Uruguai, pertencente à CGT Eletrosul.
No dia 15 de Setembro, a Fundação Estadual de Proteção Ambiental do Estado do Rio Grande do Sul (Fepam) emitiu a Licença Ambiental Prévia (LP nº 1229/2008) para os módulos 5, 6 e 7 do empreendimento. A licença prévia atesta a viabilidade ambiental da obra e permite à Eletrosul se cadastrar na ANEEL para participar dos próximos leilões de energias renováveis.
No intuito de investir em novas tecnologias, a Eletrosul iniciou em 2005 o monitoramento de locais com potencial para implantação de parques eólicos. O Complexo Eólico Coxilha Negra é o primeiro empreendimento de geração eólica na história da Eletrosul.
O Complexo é composto por sete módulos, totalizando 210 MW. Três módulos, com capacidade de geração de 30 MW cada, obtiveram a LP, após análise do Relatório Ambiental Simplificado (RAS), exigido para empreendimentos com pequeno potencial de impacto ambiental. A LP atesta a viabilidade do empreendimento e estabelece as condicionantes ambientais necessárias para a sua instalação, além de ser um dos requisitos exigidos pela ANEEL para habilitação de qualquer empreendimento eólico que tenha interesse em participar de um leilão de venda de energia no mercado regulado. Algumas das condicionantes levantadas pelo RAS contemplaram os efeitos das sombras dos aerogeradores; a influência do parque na avifauna; e o monitoramento de ruído.